# Forza Horizon 4
Forza Horizon 4 è un videogioco open world di guida, sviluppato in esclusiva per Xbox One e Windows 10 da Playground Games utilizzando il motore grafico ForzaTech dei Turn 10 Studios, pubblicato il 2 ottobre 2018. Il 10 novembre 2020 è uscita una versione potenziata del gioco per Xbox Series X/S.
Il titolo è stato annunciato all'E3 2018, durante il quale Microsoft ha anche annunciato l'acquisizione di Playground Games.
Il gioco è il quarto capitolo della serie Horizon e l'undicesimo della serie Forza, oltre ad essere il seguito di Forza Horizon 3. Forza Horizon 4 è ambientato nella Gran Bretagna ed una delle novità più rilevanti è rappresentata dall'introduzione delle stagioni dinamiche nella mappa.
Il gioco è stato rimosso da tutte le piattaforme a partire dal 15 dicembre 2024 e non è più acquistabile.

## Contenuti
Forza Horizon 4 è ambientato nella Gran Bretagna, più precisamente nella Scozia settentrionale e nord-occidentale. L'open world del gioco, grande poco più di quello del predecessore Forza Horizon 3, cambia in modo dinamico al passare delle stagioni.
Le stagioni dinamiche oltre al cielo e alla luminosità, influenzano anche l'ambiente naturale, la diversità di precipitazioni, il cambiamento del vento, la temperatura e l'effetto di quest'ultima sulla secchezza della strada.
La maneggevolezza delle auto varia in modo determinante a seconda della temperatura, la quale varia con il momento della giornata e la stagione; ciò ha un impatto maggiore sulle ruote, che sono più sensibili a queste variazioni.
Forza Horizon 4 ha però anche una nuova struttura, in quanto è costruito per essere interamente condiviso con gli altri giocatori e i Drivatar (le intelligenze artificiali dei piloti) possono essere sostituiti da giocatori reali (fino a 72) senza il bisogno di passare attraverso una schermata di caricamento.
Il gioco include un sistema di chat veloce utilizzabile in mancanza di microfono o per comunicare con persone di lingua diversa, inoltre si possono formare gruppi e partecipare a gare o altre attività in modalità cooperativa fino a 6 giocatori. Sono incluse sfide giornaliere e settimanali fornite dal sistema Forzathon (abbreviazione di Forza Marathon), già introdotto nei precedenti capitoli, e Forzathon Live, in cui possono sfidarsi fino a un massimo di 12 piloti per raggiungere determinati obiettivi entro un limite di tempo stabilito per accumulare punti Forzathon, spendibili nell'omonimo negozio virtuale.
Un'altra novità del titolo sono le Storie Horizon, eventi nel corso della campagna durante i quali si potranno svolgere compiti unici come per esempio essere reclutati come stunt driver in un film o fare da assistenti in un documentario.
È possibile anche acquistare delle case, dette case del giocatore, e l'opportunità di personalizzare il proprio avatar.
Il gioco comprende più di 750 automobili, suddivise per categorie, prezzo e classificazione, che varia in base alle prestazioni e si articola in sette classi (D, C, B, A, S1, S2, X).

## Espansioni
Le espansioni uscite sono quattro:
- Fortune Island, ambientata sull’omonima isola, è caratterizzata da tempeste e da un paesaggio brullo e selvaggio. L'obiettivo principale di quest'espansione è vincere vari eventi per guadagnare indizi ed andare alla ricerca di dieci tesori sparsi per la mappa. Include dieci nuove auto (alcune già presenti in altri capitoli come la Lamborghini Aventador J, altre nuove come la BMW M5 del 2018) sbloccabili attraverso la progressione di varie sfide.
- LEGO Speed Champions, nasce da un accordo con la danese LEGO ed è caratterizzata da un mondo di gioco creato con i noti mattoncini. In questa espansione si aggiungono al roster cinque nuove auto a tema LEGO: Mini Cooper S, Bugatti Chiron, Ferrari F40, McLaren Senna e la Porsche 911 Turbo (classificata come gioiello dimenticato). Si gareggia in una serie di sfide in cui, una volta portate a termine, si può costruire la propria casa in mattoncini LEGO attraverso una lista di nuove sfide.
- The Eliminator, distribuita in maniera del tutto gratuita tramite semplice aggiornamento, rappresenta una sorta di battle royale pensato per le automobili, in cui i giocatori si troveranno a combattere a suon di "testa a testa" in un'arena situata in diverse zone della mappa.
- Super7, in cui troviamo i giocatori sfidarsi su tracciati creati dalla community, pieni di stunt e acrobazie, collocabili grazie al potenziamento dell'editor di tracciati.

## Grafica
Il gioco fa parte della serie di giochi One X Enhanced, cioè ottimizzati per Xbox One X con il supporto all'HDR10. La risoluzione su Xbox One X è in 4K a 30 fps o 1080p a 60 fps mentre su Xbox One Standard gira in 1080p nativo a 30fps. Su PC il gioco è invece sbloccato nel framerate e può raggiungere anche i 60 fps in 4K laddove la propria configurazione hardware lo consenta. Per quanto riguarda la versione Xbox Series X sono garantiti i 4K a 60fps, la versione Xbox Series S raggiunge invece i 1080p a 60 fps.

## Distribuzione
Il gioco è stato rilasciato digitalmente tramite Xbox Live nelle versioni Standard, Deluxe ed Ultimate e tramite supporto fisico nelle versioni Standard ed Ultimate. Il titolo è stato inoltre reso disponibile, fin dalla data di lancio, per gli abbonati al servizio Game Pass.
Dal 12 settembre 2018 è disponibile una demo del gioco mentre dal 18 dello stesso mese è disponibile il predownload del gioco.

## Versioni
Il gioco è stato rilasciato in tre differenti edizioni, ognuna delle quali include il medesimo gioco ma si distingue in base al contenuto:
- Standard, che include, oltre a Forza Horizon 4, il pacchetto auto Formula Drift (eccetto per l'edizione fisica) e Horizon Festival Tee (disponibile solo con il preordine);
- Deluxe, che include, oltre a Forza Horizon 4, il pacchetto auto Formula Drift, Horizon Festival Tee (disponibile solo con il preordine) e il Pass Auto;
- Ultimate, che include, oltre a Forza Horizon 4, i pacchetti auto Formula Drift e Best of Bond, Horizon Festival Tee (disponibile solo con il preordine), il Pass Auto, il VIP Membership e l'Expansion Pass.

## Contenuti aggiuntivi

### Formula Drift Car Pack
Il Formula Drift Car Pack (disponibile con l'acquisto della versione digitale e con Xbox Game Pass) comprende sette vetture di piloti celebri del campionato motoristico Formula D.

### Best of Bond Car Pack
Il Best of Bond Car Pack contiene dieci delle vetture utilizzate nella saga di film 007, tra cui la Aston Martin DB10 Concept.

### VIP Membership
Il VIP Membership include tre vetture Forza Edition esclusive, oggetti estetici, emote e clacson VIP, una casa del giocatore gratuita, il doppio delle ricompense di gara in crediti, giri della ruota della fortuna settimanali e altri premi riservati.

### McLaren Senna Demo
Gli utenti che hanno giocato la demo di Forza Horizon 4 prima della sua uscita ottengono direttamente nel garage la McLaren Senna presente nella demo del gioco.

### Horizon Festival Tee
Questa maglietta è esclusiva di chi ha effettuato il preordine digitale tramite il Microsoft Store.

### Pacchetto di benvenuto
Il Pacchetto di benvenuto contiene sette vetture (già presenti nel gioco) potenziate ad hoc dagli sviluppatori per ogni tipo di evento.

### Ultimate Add-On Pack
L'Ultimate Add-On Pack comprende tutti i DLC inclusi nella Ultimate Edition. Questo contenuto aggiuntivo è pensato per gli acquirenti delle edizioni Standard e Deluxe interessati a fare tale upgrade.

### Expansion Pass
L'Expansion Pass include le due espansioni Fortune Island e LEGO Speed Champions.

### Mitsubishi Car Pack
Il Mitsubishi Car Pack è un DLC gratuito contenente dieci vetture Mitsubishi, introdotto con l'aggiornamento Serie 5. Tale brand automobilistico è stato reso disponibile successivamente al lancio del gioco per questioni di licenza.

### Game Pass Ultimate Car Pack
A novembre 2020 è stato rilasciato il Game Pass Ultimate Car Pack contenente tre auto (già presenti nel gioco) pronte per essere utilizzate dal giocatore direttamente nel garage. Il pacchetto è disponibile solo per gli abbonati Xbox Game Pass Ultimate.

### HotWheels Legends Car Pack
Dal 22 febbraio 2021 è disponibile un car pack a pagamento, contenente sei HotWheels costruite realmente.

### Car Pass
Il Car Pass include le prime 42 vetture uscite tramite DLC nei primi 6 mesi di vita del gioco (due a settimana) e l'esclusivo Barrett-Jackson Car Pack. A settembre e ottobre 2020 son stati inoltre messi in vendita due pacchetti contenenti alcune vetture del Car Pass per chi non volesse acquistarle tutte.

#### Serie 1
- 2017 Koenigsegg Agera RS
- 1962 Triumph TR3B
- 2002 Mazda RX-7 Spirit R Type-A
- 2018 Nissan Sentra Nismo
- 1986 Porsche #185 959 Prodrive Rally Raid
- 1959 Porsche 356 A 1600 Super
- 2018 BMW i8 Roadster
- 2016 Honda Civic Coupe GRC

#### Serie 2
- 2018 Ford Mustang GT DeBerti Design
- 2012 Lamborghini Gallardo LP570-4 Spyder Performante
- 1991 Hoonigan Gymkhana 10 Ford Escort Cosworth Group A
- 1977 Hoonigan Gymkhana 10 Ford F-150 'Hoonitruck'
- 2018 Alfa Romeo Stelvio Quadrifoglio
- 2018 Can-Am Maverick X RS Turbo R
- 2010 Vauxhall Insignia VXR
- 2004 Vauxhall VX220 Turbo

#### Serie 3
- 2018 Aston Martin Vantage
- 2014 McLaren 650S Spider
- 2005 Ferrari FXX
- 1953 Jaguar C-Type
- 2018 Chevrolet Silverado 1500 DeBerti Design Drift Truck
- 1965 Peel Trident
- 2003 Honda S2000
- 1974 Honda Civic RS

#### Serie 4
- 2019 Chevrolet Corvette ZR1
- 2018 Chevrolet Camaro ZL1 1LE
- 2018 Morgan Aero GT
- 1970 Triumph TR6 PI
- 2017 Ferrari GTC4Lusso
- 1977 Lamborghini Jarama S
- 1966 Volkswagen Double Cab Pick-Up
- 1938 MG TA Midget

#### Serie 5
- 2019 Porsche 911 Carrera S
- 1993 Porsche 968 Turbo S
- 2005 Honda NSX-R GT
- 1929 Mercedes-Benz Super Sport Kurz Barker Roadster
- 1966 Hillman Imp
- 1963 Opel Kadett A
- 1968 Ford Mustang 2+2 Fastback
- 1965 Ford Transit

#### Serie 6
- 1959 Cadillac Eldorado Biarritz Convertible
- 2018 TVR Griffith

#### Barrett-Jackson Car Pack
- 1970 Chevrolet Chevelle Super Sport Barrett-Jackson Edition
- 1975 Ford Bronco Barrett-Jackson Edition
- 1932 Ford Custom 'Double Down'
- 1932 Ford Roadster 'Hula Girl'
- 1959 Plymouth Atomic Punk Bubbletop
- 1970 Plymouth Hemi Cuda Convertible Barrett-Jackson Edition
- 1963 Shelby Monaco King Cobra

## Supporto e aggiornamenti
Il gioco viene supportato mediante aggiornamenti mensili volti a correggere errori, aggiungere nuove auto gratuite e far ruotare le stagioni.
Serie 1 "Benvenuto a Horizon"
L'aggiornamento introduce la rotazione delle stagioni, le prime otto auto dal Car Pass e quattro nuove auto gratuite:
- 2019 Porsche 911 GT3 RS
- 2017 Ferrari 812 Superfast
- 2017 Chevrolet Colorado ZR2
- 2018 Honda Civic Type R

Serie 2 "Creatore di percorsi"
L'aggiornamento aggiunge al gioco una nuova funzione per creare gare con percorsi personalizzati, la Storia Horizon British Racing Green, nuovi capi d'abbigliamento per l'avatar, otto nuove auto dal Car Pass e tre nuove auto gratuite:
- 1969 Hot Wheels Twin Mill
- 2011 Hot Wheels Bone Shaker
- 1965 Hoonigan Gymkhana 10 Ford 'Hoonicorn' Mustang

Serie 3 "Servizio Revisione Horizon"
L'aggiornamento corregge alcuni bug e aggiunge nuove possibilità di personalizzazione del proprio mezzo, otto auto dal Car Pass e quattro nuove auto gratuite:
- 2017 Hoonigan Gymkhana 10 Ford Fiesta ST
- 2018 KTM X-Bow GT4
- 2016 Hoonigan Gymkhana 10 Ford Focus RS RX
- 1984 Honda Civic CRX Mugen

Serie 4 "Fortune Island"
L'aggiornamento introduce il supporto all'espansione Fortune Island, miglioramenti alla modalità foto, un nuovo abbigliamento natalizio per l'avatar, otto auto dal Car Pass e quattro nuove auto gratuite:
- 2010 Mosler MT900S
- 1952 Hudson Hornet
- 2011 DS Automobiles DS3 Racing
- 1986 Hoonigan Ford RS200 Evolution

Serie 5 "Il ritorno di Mitsubishi!"
L'aggiornamento introduce il Mitsubishi Car Pack, la modalità multiplayer "Avventura in singolo", la Storia Horizon Taxi di Isha, otto auto dal Car Pass e quattro nuove auto gratuite:
- 2017 Hot Wheels Rip Rod
- 1967 Mercedes-Benz 280 SL
- 2017 Maserati Levante S
- 2005 Hot Wheels Ford Mustang

Serie 6 "Catena abilità!"
L'aggiornamento aggiunge la modalità online Playground Games, incrementa il limite massimo di auto nel garage da 550 a 750, aggiunge la Storia Horizon Catena abilità, le ultime due auto dal Car Pass e sei nuove auto gratuite:
- 2001 TVR Tuscan S
- 1994 Nissan Fairlady Z Version S Twin Turbo
- 723 Quartz Regalia
- 723 Quartz Regalia D-Type
- 2012 Cadillac Escalade ESV
- 1994 Honda Prelude Si

Serie 7 "Playlist Festival"
L'aggiornamento introduce un'inedita modalità di gioco, denominata Playlist Festival: essa raggruppa tutte le attività della stagione corrente e introduce due premi speciali, ottenibili in base alla percentuale di completamento della stagione (50% o 80%). Vengono anche introdotti diciotto nuovi obiettivi Xbox e le Esibizioni Remix, ossia variazioni alle normali esibizioni. Vi è anche l'aggiunta di nove nuove auto gratuite:
- 1973 Ford Capri RS3100 Forza Edition
- 2018 Ford Mustang RTR Spec 5
- 1970 Porsche 914/6
- 2018 Ford #25 RTR Mustang
- 1965 Pontiac GTO
- 2018 Ford #88 RTR Mustang
- 1999 Lotus Elise Series 1 Sport 190
- 2019 BMW Z4 Roadster
- 2002 BMW M3-GTR

Serie 8 "Avventura Drift"
L'aggiornamento aggiunge la nuova modalità online "Avventura drift", miglioramenti relativi al drifting all'interno del gioco, l'aggiunta del DLC Barrett-Jackson Car Pack e sei nuove auto gratuite:
- 2018 Mercedes-AMG GT 4-Door Coupé
- 2018 Mercedes-Benz X-Class
- 2012 Ferrari 599XX Evolution
- 1958 Plymouth Fury
- 1967 Chevrolet Chevelle Super Sport 396
- 2009 Vauxhall Corsa VXR

Serie 9 "The Car Files"
L'aggiornamento introduce la Storia Horizon The Car Files, la modalità multiplayer "Avventura personalizzata", miglioramenti anti-cheat al comparto online e sei nuove auto gratuite:
- 1965 Morris Mini-Traveller
- 2018 MINI John Cooper Works Convertible
- 2008 Maserati MC12 Versione Corsa
- 2018 MINI John Cooper Works Countryman
- 2018 MINI X-Raid John Cooper Works Buggy
- 2018 Apollo Intensa Emozione

Serie 10 "LEGO Speed Champions"
L'aggiornamento porta con sé il supporto all'espansione LEGO Speed Champions, le nuove "Carte Stella" che constano in una serie di sfide da superare per progredire nella carriera giocatore, corregge alcuni bug e aggiunge quattro nuove auto gratuite:
- 2014 Maserati Ghibli S Q4
- 1969 Fiat Dino 2.4 Coupe
- 1970 AMC Rebel 'The Machine'
- 2019 Rimac C_Two

Serie 11 "Top Gear"
L'aggiornamento aggiunge la Storia Horizon Top Gear, basata sulle sfide dell'omonimo programma televisivo della BBC, nuovi abiti dedicati per l'avatar, il ritorno degli eventi Rivali suddivisi per classe, miglioramenti alla modalità Vita Horizon e otto nuove auto gratuite:
- 2017 Mercedes-Benz E 350 D 4MATIC All-Terrain "Project E-AT"
- 2018 Top Gear Track-Tor
- 2014 Mercedes-Benz G 63 AMG 6x6
- 2019 Ford Ranger Raptor
- 1996 Chevrolet Impala Super Sport
- 2011 McLaren 12C Coupé
- 2006 Koenigsegg CCX
- 2013 Jeep Wrangler Unlimited DeBerti Design

Serie 12 "Aggiornamento 12"
L'aggiornamento rivela un nuovo gioiello dimenticato all'interno della LEGO Valley (una LEGO Speed Champions Porsche 911 Turbo 3.0 del 1974), introduce nuove modifiche alle "Carte Stella" e quattro nuove auto gratuite:
- 1967 Volkswagen Karmann Ghia
- 1967 Volkswagen Type 3 1600 L
- 2019 Aston Martin DBS Superleggera
- 2017 Aston Martin Vanquish Zagato Coupé

Serie 13 "Tante Porsche per tutto il tempo"
L'aggiornamento introduce sei nuove auto gratuite e svela in anteprima mondiale la nuova Porsche Macan Turbo del 2019 (frutto della collaborazione tra Microsoft e Porsche):
- 1966 Porsche 906 Carrera 6
- 2018 Italdesign Zerouno
- 1951 Porsche #46 356 SL Gmund Coupe
- 2019 Porsche Macan Turbo
- 2018 Porsche 718 Cayman GTS
- 1970 Porsche #3 917 LH

Serie 14 "Aggiornamento dell'anniversario"
L'aggiornamento migliora sensibilmente la creazione di nuovi eventi e percorsi, reintroduce inoltre la possibilità di vendere i doppioni delle auto ottenute tramite le Ruote della Fortuna. Vengono aggiunte anche quattro nuove auto gratuite:
- 2018 McLaren 600LT Coupé
- 2018 Volkswagen #94 Volkswagen Motorsport I.D R Pikes Peak
- 2018 Ford F-150 Prerunner DeBerti Design Truck
- 2019 McLaren 720S Spider

Serie 15 "Eroi del potenziamento"
L'aggiornamento aggiunge la nuova Storia Horizon Eroi del potenziamento, in cui dovremo trasformare auto normali in "mostri" da strada o da rally, e quattro nuove auto gratuite:
- 2010 Rossion Q1
- 2018 Bugatti Divo
- 2010 BMW M3 GTS
- 2008 Koenigsegg CCGT

Serie 16 "Aggiornamento 16"
L'aggiornamento apporta miglioramenti alla leggibilità dei sottotitoli e alla ricerca nella Casa d'aste, oltre ad introdurre cinque nuove auto gratuite:
- 2019 Ferrari 488 Pista
- 1970 Ferrari 512 S
- 2018 ATS GT
- 1999 Lamborghini Diablo GTR
- 2017 Aston Martin DB11 Preorder Car

Serie 17 "The Eliminator"
L'aggiornamento introduce l'espansione gratuita The Eliminator, una modalità battle royale per automobili in cui i giocatori (fino a un massimo di 72) dovranno sfidarsi in dei "testa a testa" per assicurarsi la vittoria. Vediamo inoltre il ritorno nella serie di un brand importante come Toyota, oltre a nove nuove auto gratuite:
- 1998 Toyota Supra RZ
- 2008 Renault Megane R26.R
- 2016 Porsche 911 GT3 RS Preorder Car
- 1970 Mercury Cougar Eliminator
- 2017 Alpine A110
- 2003 Renault Sport Clio V6
- 2018 Renault Megane R.S.
- 2016 Renault Clio R.S. 16 Concept
- 2007 Renault Clio RS 197

Serie 18 "Aggiornamento 18"
L'aggiornamento introduce quattro nuove auto gratuite:
- 2006 Hummer H1 Alpha Open Top
- 2018 Lamborghini Huracán Performante
- 1964 Porsche 356 C Cabriolet Emory Special
- 1985 Toyota Sprinter Trueno GT Apex

Serie 19 "Aggiornamento 19"
L'aggiornamento aggiunge nuovi eventi LEGO Speed Champions, migliora la condivisione di Blueprint e include sei nuove auto gratuite:
- 2019 LEGO Speed Champions Bugatti Chiron
- 2010 Lexus LFA
- 1984 Rover SD1 Vitesse
- 2017 Ford Focus RS Preorder Car
- 2017 Aston Martin Vulcan AMR Pro
- 1994 Ford Supervan 3

Serie 20 "Aggiornamento 20"
L'aggiornamento aggiunge la Storia Horizon Consegna espresso in cui dovremo impersonare dei corrieri, aggiunge otto nuovi obiettivi Xbox e tre nuove auto gratuite:
- 2019 McLaren Speedtail
- 1933 Napier Napier-Railton
- 1969 Toyota 2000GT

Serie 21 "Aggiornamento 21"
L'aggiornamento porta con sé Horizon Promo, una modalità già vista nei precedenti capitoli della serie, tramite la quale è possibile ottenere premi in base al numero di auto fotografate. Viene affinata inoltre la qualità della modalità multiplayer, oltre all'aggiunta di sei nuove auto gratuite:
- 2018 Ferrari Portofino
- 1995 Porsche 911 Carrera 2 by Gunther Werks
- 2013 Formula Drift #777 Chevrolet Corvette
- 1992 Toyota Supra 2.0 GT Twin Turbo
- Mercedes-AMG E 63 S
- 2007 Formula Drift #117 599 GTB Fiorano

Serie 22 "Aggiornamento 22"
L'aggiornamento introduce migliorie alla modalità Horizon Promo e aggiunge sei nuove auto gratuite:
- 1994 Toyota Celica GT-Four ST205
- 1999 Ford Racing Puma
- 1992 Toyota Celica GT-Four RC ST185
- 1988 Mitsubishi Starion ESI-R
- 1990 Nissan Pulsar GTI-R
- 1991 Peugeot 205 Rally

Serie 23 "Aggiornamento 23"
L'aggiornamento ha subito un ritardo rispetto al solito, contiene quindi novità solo per quanto riguarda la stagione invernale e primaverile. Aggiunge cinque nuove auto gratuite:
- 2017 Chevrolet Camaro ZL1 Preorder Car
- 1974 Toyota Celica GT
- 1974 Toyota Corolla SR5
- 1989 Toyota MR2 SC
- 1995 Toyota MR 2 GT

Serie 24 "Aggiornamento 24"
L'aggiornamento introduce una nuova sfida settimanale per la Playlist Festival, che richiede di scattare una foto rispettando determinate condizioni, denominata Scatto settimanale. Vengono aggiunte inoltre quattro nuove auto gratuite:
- 2019 Zenvo TSR-S
- 1970 Ford GT70
- 1977 Ford #5 Escort RS1800 MK II
- 1985 Mazda RX-7 GSL-SE

Serie 25 "Aggiornamento 25"
L'aggiornamento introduce due DLC contenenti alcune auto del Car Pass, suddivise per aree tematiche, offrendo la possibilità di acquistarle singolarmente senza necessità del Pass. Introduce inoltre un ulteriore DLC denominato Pacchetto di benvenuto, contenente sette vetture (già presenti nel gioco) potenziate dagli sviluppatori. Oltre a ciò, aggiunge tre nuove auto gratuite:
- 2011 HSV GTS
- 1988 Holden VL Commodore Group A SV
- 1996 HSV GTSR

Serie 26 "Aggiornamento 26"
L'aggiornamento incrementa il limite massimo di vetture consentito nel garage da 750 a 1000, aggiunge inoltre tre nuove auto gratuite:
- 1991 Bentley Turbo R
- 2018 Jaguar I-Pace
- 2018 Land Rover Range Rover Velar First Edition

Serie 27 "Aggiornamento 27"
L'aggiornamento aggiunge quattro nuove auto gratuite:
- 2018 Formula Drift #64 Nissan 370Z
- 2015 Lexus RC F
- 2009 Lexus IS F
- Toyota GT86

Serie 28 "Aggiornamento 28"
L'aggiornamento introduce l'Horizon Backstage in cui, tramite la Playlist Festival, si potrà guadagnare un pass per riscattare auto esclusive uscite in precedenza. L'aggiornamento introduce anche tre nuove auto gratuite:
- 1991 GMC Syclone
- 1992 GMC Typhoon
- 2019 Hennessey VelociRaptor 6x6

Serie 29 "Aggiornamento 29"
L'aggiornamento porta con sé una patch di miglioramento grafico e tecnico per Xbox Series X/S, introduce inoltre tre nuove auto gratuite:
- 1995 BMW 850CSi
- 1987 Mercedes-Benz AMG Hammer Coupe
- 1990 Porsche 911 reimagined by Singer

Serie 30 "Super7"
L'aggiornamento introduce una nuova modalità chiamata "Super7", nella quale i giocatori si troveranno ad affrontare tracciati creati dalla community con stunts, rampe e giri della morte. Questo update celebra inoltre la rafforzata collaborazione tra Forza e Hoonigan; i due brand realizzano infatti una serie di video su YouTube relativi alla Hoonicorn (l'auto di Ken Block) mettendo in palio auto e vestiti Hoonigan per i vari campionati stagionali. L'aggiornamento introduce inoltre sette nuove auto gratuite:
- 1992 Alfa Romeo 155 Q4
- 1974 Hoonigan Ford Bronco
- 2019 Koenigsegg Jesko
- 1975 Fiat X1/9
- 1924 Austin Seven
- 1975 Triumph TR7 Roadster
- 2058 Quadra Turbo-R V-TECH (da Cyberpunk 2077)

Serie 31 "Aggiornamento 31"
L'aggiornamento introduce tre nuove auto:
- 1990 Chevrolet Camaro IROC-Z
- 1970 Honda S800
- 2020 Chevrolet Corvette Stingray Coupe

Serie 32 "Hot Wheels Legends"
L'aggiornamento prepara il gioco all'uscito del nuovo DLC Hot Wheels Legends Car Pack e include due nuove auto gratuite:
- 2020 Ford Mustang Shelby GT500
- 2012 Shelby 1000

Serie 33 "Lancio su Steam"
Il nuovo aggiornamento prepara il gioco al lancio sullo store per PC Steam e include due nuove auto gratuite:
- 2007 Peugeot 207 Super 2000
- 2019 RAESR Tachyon Speed

Serie 34 "Aggiornamento 34"
Questo aggiornamento migliora alcuni aspetti del gioco, tra cui alcuni problemi legati al lancio su Steam, e include due nuove auto gratuite:
- 1960 Porsche 356 RSR from Emory Special
- 1968 Pontiac Firebird

Serie 35 "Aggiornamento 35"
L'aggiornamento 35 si limita ad introdurre tre nuove auto gratuite all'interno del gioco:
- 2020 Jeep Gladiator Rubicon
- 1975 Citroen DS 23
- 1993 Porsche 928 GTS

Serie 36 "Aggiornamento 36"
Questo aggiornamento include bug fix alla modalità Super 7 e tre nuove auto gratuite:
- 1973 Mazda RX-3
- 1972 Mazda Cosmo 110S Series II
- 2018 Saleen S1

Serie 37 "Super 7 High Stakes"
Il nuovo aggiornamento introduce la nuova modalità Super 7 High Stakes che permette al giocatore di accumulare i premi ricevuti sfida dopo sfida o rischiare e raddoppiare il premio in palio, insieme all'ultima nuova auto gratuita in vista dell'uscita del nuovo capitolo Forza Horizon 5 nel novembre 2021. Si tratta infatti della 2017 VUHL 05RR, auto prodotta in Messico, non molto lontano dalla città principale del nuovo capitolo della serie.
Serie 38 "Festival Playlist Remix"
Con questo aggiornamento si traccia la linea che il gioco seguirà in futuro grazie al Remix di Playlist Festival passate, dando così la possibilità a tutti i giocatori di ottenere premi di precedenti aggiornamenti.
Serie 39 "Aggiornamento 39"
L'aggiornamento porta con sè, oltre a un Remix di Playlist Festival, dei bug fix rivolti alle Star Card e ad alcune statistiche che non si aggiornavano correttamente.
Serie 49 "Aggiornamento 49"
L'aggiornamento introduce un nuovo sistema di salvataggio di sicurezza per limitare i problemi che potrebbero esserci in caso di perdita di dati.

## Mappa
Secondo una stima, la grandezza della mappa equivale a circa 71 km². Il paesaggio è molto vario e, al suo interno, si possono trovare vari collezionabili, tra cui 15 "gioielli dimenticati" e 200 "insegne bonus". Queste ultime danno alcuni benefici particolari come influenza bonus o una diminuzione del costo del trasferimento rapido.

## Soundtrack
All'interno del gioco sono presenti una serie di brani suddivisi in sei radio differenti: Horizon Block Party, Horizon Bass Arena, Horizon Pulse, Timeless, Horizon XS e Radio Awesome (quest'ultima disponibile solo per chi ha acquistato l'espansione LEGO Speed Champions)

### Horizon Block Party
- A Tribe Called Quest - Award Tour
- Anderson Paak - Til' It's Over
- Bazanji - Runnin'
- Big Freedia feat. Lizzo - Karaoke
- Big Freedia - Rent
- Digable Planets - Rebirth of Slick (Cool Like Dat) – 7 “Mix”
- Duckworth - MICHUUL.
- Duckworth feat. Troi Irons - WAKE UP
- Earl St. Claire - Bad Love
- Eric B & Rakim - Don't Sweat the Technique
- Kendrick Lamar feat. SZA - All the Stars
- Kendrick Lamar - i
- Leo Soul - Go Harder
- Ohana Bam - Still Pushing
- Outasight - Higher
- Protoje feat. Chronixx - Who Knows
- Ric Wilson - Don't Rush
- Shredders - Flipping Cars
- The Sugarhill Gang - Rapper's Delight
- Towkio feat. Teddy Jackson - Symphony
- Young Futura - Wallflower

### Horizon Bass Arena
- Duck Sauce - aNYway
- Fischerspooner - TopBrazil (Benny Benassi vs Constantin & Mazzz Dub Mix)
- Flosstradamus feat. 24hrs - 2 Much
- Grant feat. Jessi Mason - Are We Still Young
- Great Good Fine Ok & Before You Exit - Find Yourself (Ashworth Remix)
- Haywyre - Do You Don't You
- Honey Dijon feat. Joi Cardwell - State of Confusion (The Maurice Fulton remix)
- M83 - Midnight City (Eric Prydz private remix)
- Marshmello - Fly
- Marshmello & Khalid - Silence (Blonde Remix)
- Max Frost - Good Morning (Just Kiddin Remix)
- MGMT - Kids (Soulwax Remix)
- MK - 17 (In the Air Dub)
- Octave One feat. Ann Saunderson - Blackwater (full strings vocal mix)
- Oliver - Ottomatic
- Scandal - Just Let Me Dance (Maxxi Soundsystem Remix)
- Subtact - Tunnel Vision
- Sung - Zodiac
- The Killers - The Man (Jacques Lu Cont Remix)
- Wolfgang Gartner - Ching Ching
- Notaker - The Storm
- Nitro Fun - Cheat Codes

### Horizon Pulse
- Foster the People - Ride Or Die (Big Gigantix Remix)
- Odesza - A Moment Apart
- Odesza - Late Night
- Anna Yvette - Shooting Star
- Beck - Colors
- Dreamers - Fake It Til You Make It
- Charlotte Gainsbourg - Deadly Valentine
- Chvrches - Never Say Die
- Goldroom - Silhouette
- Haim - Little of Your Love (BloodPop Remix)
- Le Youth feat. Ava Max - Clap Your Hands
- Lliam + Latroit - Someday
- Luxxury - Be Good 2 Me
- M83 - Kim & Jessie
- Now, Now - MJ
- Oliver - Last Forever (feat. Sam Sparro)
- Pierce Fulton - Wind Shear
- Poolside - Feel Alright
- Sofi Tukker - Baby I'm a Queen
- Young Ejecta - Build a Fire

### Horizon XS
- At the Drive In - No Wolf Like the Present
- Bass Drum of Death - I Don't Wanna Know
- Bat Fangs - Turn It Up
- Black Rebel Motorcycle Club - Little Thing Gone Wild
- Dommengang - Pastel City
- Dorothy - Down to the Bottom
- Foo Fighters - La Dee Da
- Greta Van Fleet - Safari Song
- Hot Snakes - Six Wave Hold Down
- I Prevail - Rise
- Jack White - Over and Over and Over
- Pennywise - Can't Be Ignored
- Queens Of The Stone Age - The Evil Has Landed
- Red Sun Rising - Deathwish
- Starset - Satellite
- The Killers - Run For Cover
- The Wonder Years - Sister Cities
- Underoath - Rapture
- Walk The Moon - Headphones
- Eyes Set to Kill - Die Trying

### Hospital Records Radio
- Bop & Subwave - City Lights
- Etherwood - Haltija
- Fred V & Grafix - Auckland Sunrise
- Fred V & Grafix - Sunrise Part One: Autumn
- Fred V & Grafix - Sunrise Part Two: Winter
- Fred V & Grafix - Sunrise Part Three: Spring
- Fred V & Grafix - Sunrise Part Four: Summer
- Fred V & Grafix - Sunrise
- Hugh Hardie - Offshore
- Keeno - Brave Face
- Keeno - While The World Sleeps
- Kings of the Rollers - Hot Wheels
- Krakota - Mismatch
- Lakeway - Stomp Your Soul
- Logistics - Let The Senses Clear Your Mind
- London Elektricity - That's A Switch
- Makoto feat. Karina Ramage - Wading Through Crowds
- Metrik - Dawnbreaker
- Mitekiss - Veloce
- Nu:Logic - The Sound Of Your Smile
- Polaris - Empire
- Polaris - Lessons Learned
- S.P.Y - Rock Da House
- Urbandawn - Caffein
- Urbandawn & Whiney - Loki

### Radio Awesome
- Tegan and Sara feat. The Lonely Island - Everything Is Awesome

### Timeless FM
- Antonio Vivaldi - Spring (Full) - The Four Seasons
- Ludwig Van Beethoven - Symphony No. 8 In F Major, Op. 93-IV
- Claude Debussy - Clair De Lune
- Edvard Grieg - Peer Gynt - Suite No. 1, Op. 46-IV. In the Hall of the Mountain King
- Georges Bizet - Carmen Habanera
- Gustav Holst - The Planets - Jupiter, the bringer of Jollity
- Georg Friedrich Händel - Zadok the Priest
- Johann Pachebel - Canon in D Major
- Johann Sebastian Bach - Air on the G string
- Johann Strauss - Voices of Spring Waltz
- Wolfgang Amadeus Mozart - Symphony No 40 in G Minor, K 550 - 1.Molto Allegro
- Kazuma Jinnouchi - The Trials

## McLaren Senna
La McLaren Senna è una delle due auto raffigurate nella copertina di Forza Horizon 4 (l'altra è una Land Rover Defender 90 del 1997) ed è stata presentata in Nord America per la prima volta durante l'E3 2018 in occasione della presentazione del gioco stesso. Una sua controparte LEGO a grandezza naturale è stata presentata all'E3 2019 in occasione della presentazione dell'espansione LEGO Speed Champions.

## Riconoscimenti
| Anno | Premio                                                | Categoria                                      | Risultato       |
| ---- | ----------------------------------------------------- | ---------------------------------------------- | --------------- |
| 2018 | Game Critics Awards                                   | Miglior racing game                            | Vincitore/trice |
| 2018 | Gamescom Awards                                       | Miglior racing game                            | Vincitore/trice |
| 2018 | Gamescom Awards                                       | Miglior gioco per Xbox One                     | Candidato/a     |
| 2018 | Golden Joystick Awards                                | Miglior audio design                           | Candidato/a     |
| 2018 | Golden Joystick Awards                                | Miglior gioco competitivo                      | Candidato/a     |
| 2018 | Golden Joystick Awards                                | Gioco dell'anno Xbox                           | Vincitore/trice |
| 2018 | Golden Joystick Awards                                | Gioco dell'anno Ultimate                       | Candidato/a     |
| 2018 | The Game Awards 2018                                  | Miglior audio design                           | Candidato/a     |
| 2018 | The Game Awards 2018                                  | Miglior sport/racing game                      | Vincitore/trice |
| 2018 | Gamers' Choice Awards                                 | Sport/racing favorito dai fan                  | Candidato/a     |
| 2018 | Titanium Awards                                       | Miglior sport/driving game                     | Vincitore/trice |
| 2018 | Australian Games Awards                               | Titolo dell'anno sport, racing, fighting       | Vincitore/trice |
| 2019 | Guild of Music Supervisors Awards                     | Miglior supervisione musicale in un videogioco | Candidato/a     |
| 2019 | D.I.C.E. Awards                                       | Racing game dell'anno                          | Vincitore/trice |
| 2019 | National Academy of Video Game Trade Reviewers Awards | Precisione dei controlli                       | Candidato/a     |
| 2019 | National Academy of Video Game Trade Reviewers Awards | Ingegneria                                     | Candidato/a     |
| 2019 | National Academy of Video Game Trade Reviewers Awards | Gioco, franchise racing                        | Vincitore/trice |
| 2019 | National Academy of Video Game Trade Reviewers Awards | Grafica, tecnica                               | Candidato/a     |
| 2019 | National Academy of Video Game Trade Reviewers Awards | Mix score originale                            | Candidato/a     |
| 2019 | National Academy of Video Game Trade Reviewers Awards | Collezione musicale                            | Vincitore/trice |
| 2019 | National Academy of Video Game Trade Reviewers Awards | Sound editing in un videogioco                 | Candidato/a     |
| 2019 | SXSW Gaming Awards                                    | Eccellenza in SFX                              | Candidato/a     |
| 2019 | Game Developers Choice Awards                         | Miglior tecnologia                             | Candidato/a     |
| 2019 | 15th British Academy Games Awards                     | Miglior gioco britannico                       | Vincitore/trice |
| 2019 | Italian Video Game Awards                             | Gioco dell'anno                                | Candidato/a     |
| 2019 | Italian Video Game Awards                             | Miglior audio                                  | Candidato/a     |
| 2019 | Italian Video Game Awards                             | Miglior gioco sportivo                         | Vincitore/trice |
| 2019 | Game Critics Awards                                   | Miglior racing game (LEGO Speed Champions)     | Candidato/a     |
| 2019 | Develop:Star Awards                                   | Miglior visual art                             | Vincitore/trice |
| 2019 | Develop:Star Awards                                   | Miglior game design                            | Candidato/a     |
| 2019 | Develop:Star Awards                                   | Miglior audio                                  | Candidato/a     |
| 2019 | Develop:Star Awards                                   | Miglior uso del motore di gioco                | Vincitore/trice |
| 2019 | Develop:Star Awards                                   | Gioco dell'anno                                | Candidato/a     |
| 2019 | 2019 Golden Joystick Awards                           | Miglior espansione (LEGO Speed Champions)      | Candidato/a     |